# Monte Tabor (estación)
Monte Tabor es una estación ferroviaria perteneciente a la red del Metro de Santiago, en la metrópoli de Santiago, Chile. Se encuentra en el bandejón central de avenida Pajaritos, frente a la calle Monte Tabor, en la comuna de Maipú. Ubicada en la Línea 5, se encuentra por viaducto entre las estaciones Del Sol y Las Parcelas de la misma línea, fue inaugurada el 3 de febrero de 2011.
Esta estación fue inaugurada como parte de la extensión hacia Maipú de la red del Metro de Santiago, siendo una de las tres estaciones ubicadas en viaducto elevado. La estructura de la estación está compuesta de dos partes: los andenes que se ubican junto al viaducto elevado sobre el bandejón central de avenida Pajaritos y un edificio cilíndrico ubicado en la esquina con calle Monte Tabor, el cual contiene las boleterías y puntos de acceso. Ambas están unidas por una pasarela sobre Pajaritos.
La estación está ubicada en la cercanía de colegios y locales comerciales, incluyendo hipermercados, tiendas de mejoramiento del hogar y el acceso por Jorge Délano al Mall Arauco Maipú.

## Historia

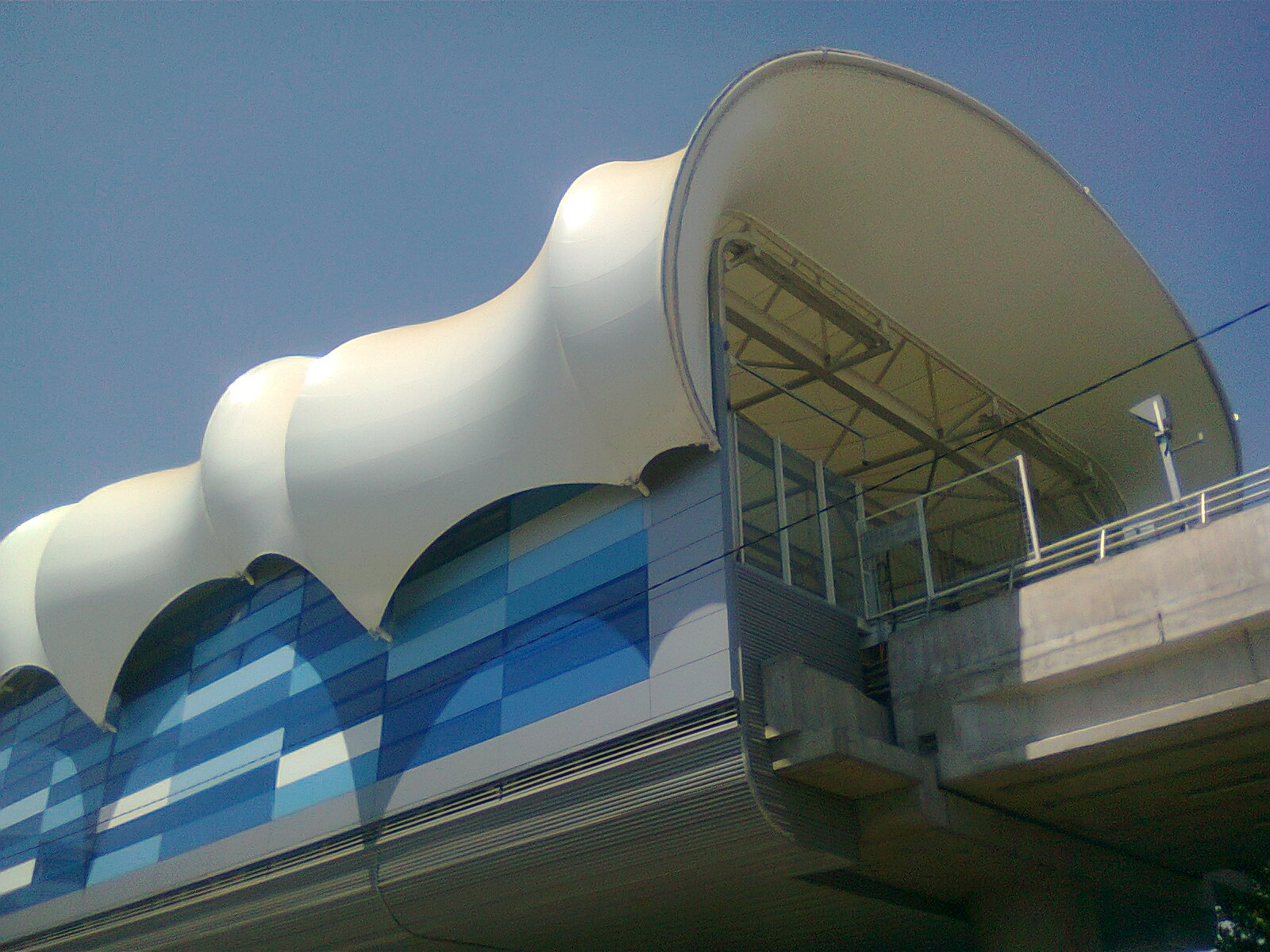
La tensoestructura blanca diseñada por la compañía Cidelsa fue cubierta con Precontraint 902 S, material producido por Ferrari, y recibió el premio Award of Excellence de parte de la Industrial Fabrics Association International en noviembre de 2011.

A fines del año 2005, el presidente Ricardo Lagos anunció la extensión de la Línea 5 del Metro hasta la comuna de Maipú, luego de años de proyectos no realizados, y la construcción de esta estación comenzó unos meses más tarde.
Las obras mayores finalizaron a mediados del año 2010, tras las cuales se iniciaron las labores de acondicionamiento de la estación. El 5 de octubre de 2010 entró el primer tren por las vías de la estación y en diciembre comenzó la marcha blanca del servicio. Finalmente, la estación fue inaugurada por el presidente Sebastián Piñera el 3 de febrero de 2011 en conjunto con las estaciones del tramo entre Barrancas y Plaza de Maipú.

## Origen etimológico

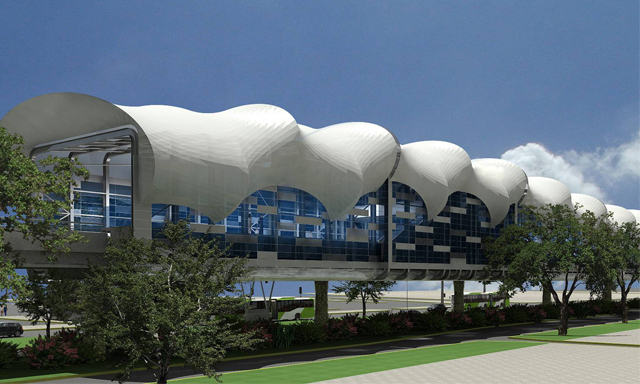
Diagrama exterior de la estación.

Debe su nombre a la calle donde se encuentra ubicada, denominada así por el Monte Tabor, ubicado en Israel, lugar donde habría ocurrido la transfiguración de Jesús según es descrito por la tradición cristiana.

### Accesos
| Acceso | Intersección                  |
| ------ | ----------------------------- |
| A      | Av. Pajaritos con Monte Tabor |

## Galería

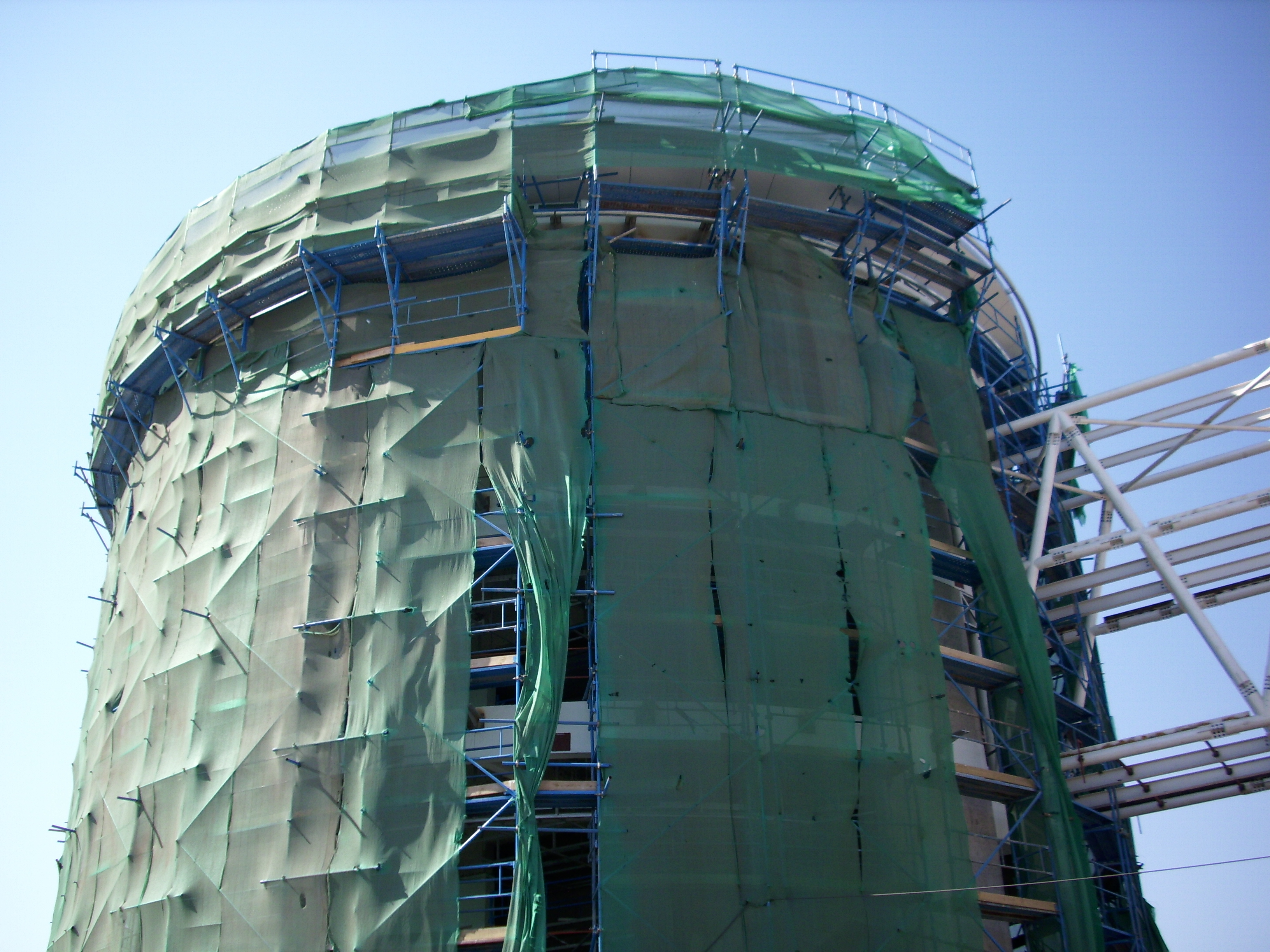
Construcción de edificio de ingreso, en enero de 2010.
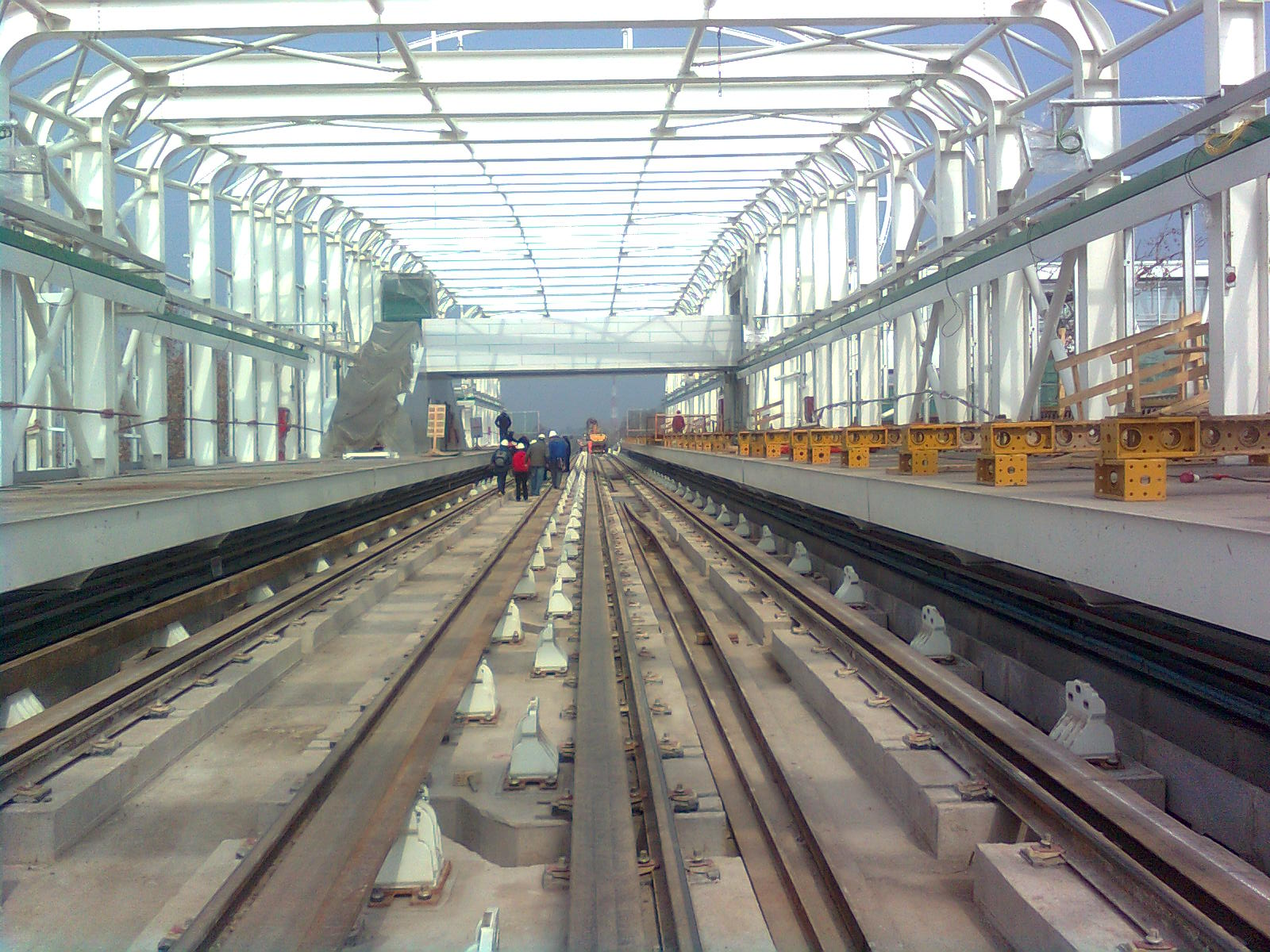
Andenes y vías, en agosto de 2010.
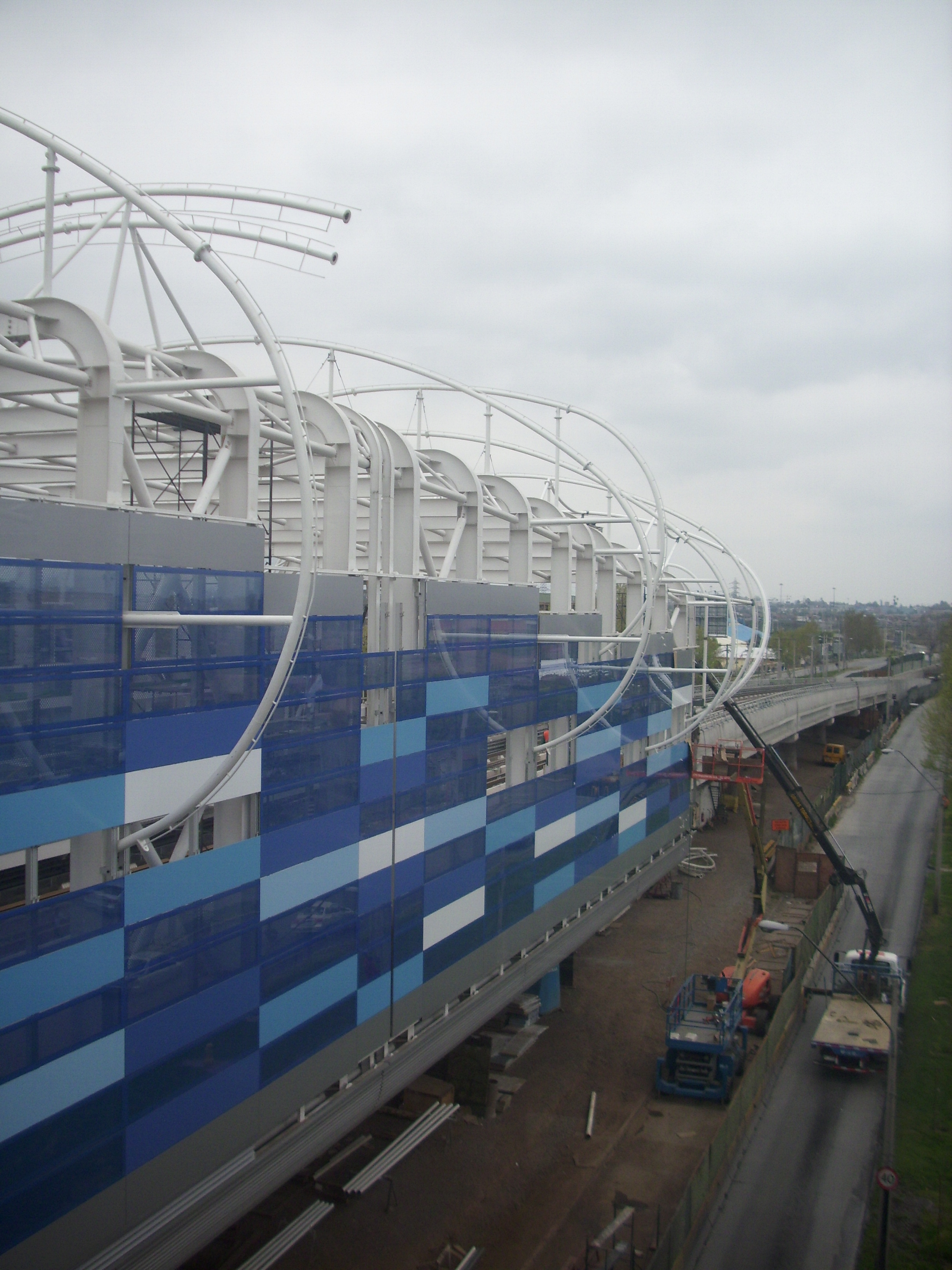
Instalación de tensoestructura, en septiembre de 2010.
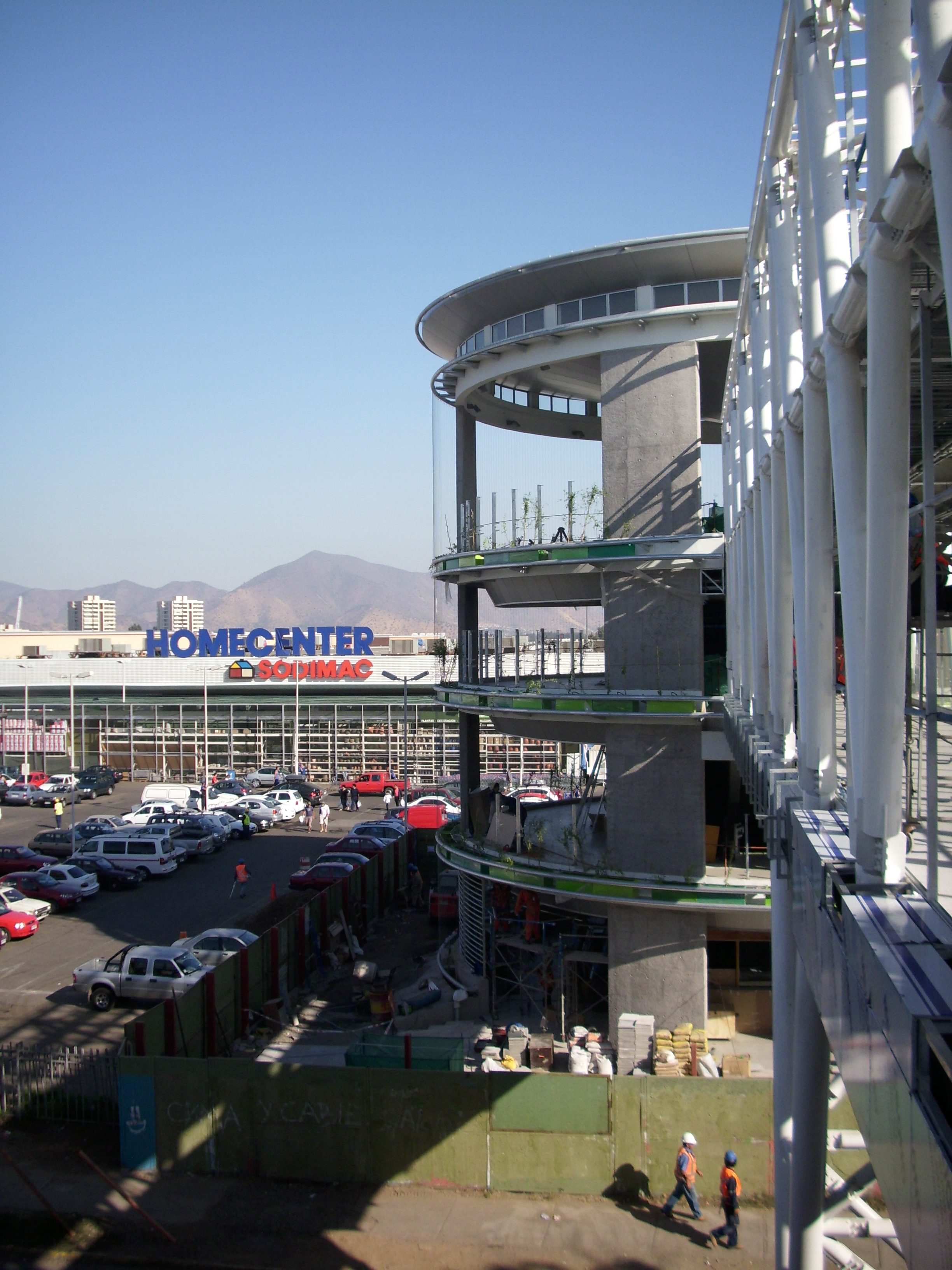
Edificio de ingreso a estación, en septiembre de 2010.
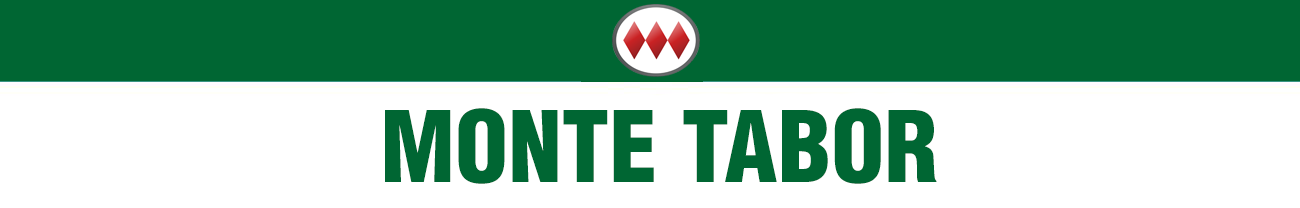
Cenefa utilizada actualmente en los andenes.

## Conexión con Red Metropolitana de Movilidad
La estación posee 2 paraderos de la Red Metropolitana de Movilidad en sus alrededores, los cuales corresponden a:
| Paradero/ Código                   | Recorridos |
| ---------------------------------- | --- |
| Parada / Metro Monte Tabor (PI389) | 106 (Peñalolén) - 401 (Las Condes) - 405 (Cantagallo) - 419 (Plaza Italia) - 421 (San Carlos de Apoquindo) - 431c (Metro Las Rejas) - 432n (La Reina) - 506 (Peñalolén) - 506e (Peñalolén) - 506v (Peñalolén) - I08 (Metro San Alberto Hurtado) - I09 (Metro Universidad de Chile) - I09c (Metro Las Rejas) - I09e (Metro Universidad de Chile) |
| Parada / Metro Monte Tabor (PI416) | 106 (Nueva San Martín) - 401 (Maipú) - 405 (Maipú) - 419 (Villa Los Héroes) - 421 (Maipú) - 431c (Nueva San Martín) - 432n (Maipú) - 506 (Maipú) - 506e (Maipú) - 506v (Villa El Abrazo) - I08 (Mall Arauco Maipú) - I09 (Rinconada) - I09c (Rinconada) - I09e (Rinconada)                                                                      |